# Kurt Hediger
Kurt Hediger (* 6. November 1932 in Rothrist; † 27. April 2022) war ein Schweizer Kunstmaler.

## Leben
Kurt Hediger wurde am 6. November 1932 in Rothrist geboren. Er liess sich am Lehrerseminar Wettingen zunächst zum Primarlehrer ausbilden. Anschliessend besuchte er die Kunstgewerbeschule Zürich, die École des Beaux-Arts und die École Estienne in Paris sowie die Bühnenbildklasse der Akademie der bildenden Künste in Wien. Von entscheidender Bedeutung für seine malerische Weiterentwicklung war die Begegnung mit Ernst Gubler und dessen Bruder Max Gubler.
Ab 1958 stellte Kurt Hediger regelmässig aus, zunächst in der Schweiz, später auch in Österreich, Deutschland, Frankreich, Italien, Peru und Bolivien. Ausserdem bereiste er Spanien, Malta, Kreta, Jemen, Syrien, Türkei, Guatemala, Marokko, Tunesien, Kenia, Indien und Russland.
1977 und 1980 folgten Reisen nach Peru, wo ihn vor allem das helle Licht der Andenstadt Ayacucho faszinierte, und Bolivien. In beiden Ländern hielt er sich je drei Monate auf. Weitere ausgedehnte Reisen führten ihn nach Nordamerika und auf die Osterinseln.
Er war eng befreundet mit dem Schriftsteller Wolfgang Hildesheimer und dem Schauspieler Gert Westphal.
Ab 1965 bis zu seinem Tod lebte und arbeitete Kurt Hediger in Reinach AG und hatte zwei Söhne, von denen der eine der Filmwissenschaftler Vinzenz Hediger ist, der andere der Musikverleger Michael Hediger.

## Ausstellungen (Auswahl)
(Quelle: )
- 1959: Rotapfel-Galerie, Zürich
- 1964: Galerie Peithner-Lichtenfels, Wien
- 1970: Galerie Schaller, Stuttgart, Kornhaus, Baden, Rotapfel-Galerie, Zürich, Vorwort: Gert Westphal
- 1974: Bottega di Cimabue, Florenz, Vorwort: Wolfgang Hildesheimer
- 1980: Museo de Arte, La Paz (Bolivien), Museo de Arte, Lima (Peru), Universität Oruro (Bolivien)
- 1987–1988: Galerie beim Kornhaus, Bremgarten AG
- 1991: Galerie Frankengasse, Zürich
- 1997: Vereinigung Museum Schneggli, Reinach AG
- 1995: Kunstsalon Wolfsberg, Zürich
- 2003: Müllerhaus, Lenzburg
- 2014: Galerie Schlössli, Gontenschwil[3]

## Publikationen
- Ayacucho. Skizzen und Notizen von Kurt Hediger. Çoban Verlag, Lenzburg 1982.
- Kurt Hediger. Mit einem Beitrag von Gert Westphal, Baden Verlag, Baden 1991, ISBN 3-85545-050-1.